# Шавлюгин, Федос Дмитриевич
Федос Дмитриевич Шавлю́гин (1909—?) — каменщик, лауреат Сталинской премии (1950), депутат Верховного совета РСФСР 2-го созыва.

## Биография
Родился в селе Деменки (ныне Новозыбковского района Брянской области), происходил из династии каменщиков и строителей.
С 1930 года — на хозяйственной, общественной и политической работе. В 1930—1951 гг. — подсобный рабочий на строительстве здания Министерства путей сообщения, каменщик, строитель, сержант, командир отделения строительного батальона МПВО, каменщик Киевского управления строительно-восстановительных работ, изобретатель шавлюгинского метода кладки кирпича — за один рабочий день уложил своими руками 31 092 кирпича (содержимое 8 железнодорожных вагонов; стена длиной в 100 метров и высотой в 1,5 метра). Избирался депутатом Верховного Совета РСФСР 2-го созыва.
- Сталинская премия третьей степени (1950) — за разработку и внедрение высокопроизводительных методов кирпичнокладочных работ